# Nils Nyström (konstnär)
Nils Eskil Gunnar Nyström, född 29 maj 1922 i Falun, död där 10 april 1977, var en svensk målare, grafiker och tecknare.
Han var son till reparatören Karl Gunnar Isidor Nyström och Anna Cecilia Andersson och från 1956 gift med Berit Carita Jäppinen. Nyström var som konstnär autodidakt. Tillsammans med Gösta Backlund ställde han ut i Falun 1947 och separat ställde han bland annat ut i Avesta. Han medverkade i samlingsutställningar arrangerade av Dalarnas konstförening och i Dalagruppens utställningar sedan 1949. Hans konst består av stilleben, figurer och landskap utförda i olja, pastell, akvarell eller träsnitt. 